# Schuttersveld
 (avril 2025).
Le Schuttersveld, est un ancien stade néerlandais de football situé à Crooswijk, quartier de la ville de Rotterdam.
Le stade est connu pour avoir servi d'enceinte à domicile pour l'équipe de football du Sparta Rotterdam entre 1895 et 1905.

## Histoire
En 1895, le stade devient le stade du Sparta Rotterdam. En 1905, le Sparta quitte le stade pour aller s'installer au Prinsenlaan.
Le stade a accueilli plusieurs fois l'équipe des Pays-Bas de football.

## Événements

### Matchs internationaux[1]
| #  | Date        | Rencontre           | Résultat | Compétition  |
| -- | ----------- | ------------------- | -------- | ------------ |
| 1. | 14 mai 1905 | Pays-Bas – Belgique | 4 - 0    | Match amical |
| 2. | 13 mai 1906 | Pays-Bas – Belgique | 2 - 3    | Match amical |